# Б-492
Б-492 (К-492) — советская и российская подводная лодка проекта 671РТМ «Щука».

## История
2 февраля 1977 года была официально зачислена в списки кораблей ВМФ СССР. 23 февраля 1978 года состоялась закладка корабля на судостроительном заводе имени Ленинского Комсомола в Комсомольске-на-Амуре под заводским номером 303.
28 июня 1979 года была спущена на воду, 30 декабря того же года официально вошла в строй.
12 января 1980 года вошла в состав 45-й дивизии 2-й флотилии подводных лодок Тихоокеанского флота.
28 апреля 1992 года была переклассифицирована в атомную большую подводную лодку и переименована в Б-492.
31 июля 1996 года была выведена из боевого состава ВМФ и поставлена для длительного хранения.
1998-2008 находилась в составе 304 дивизиона длительного хранения АПЛ  (Вилючинск-3).
Утилизирована в 2009 на СВРЦ МО РФ (бывший СРЗ-49) Вилючинск, Камчатский край. Экипаж расформирован.

## Командиры
- Гордеев И. И.
- Дудко В. Я.
- Лобанов О. М.
- Алиев М. А